# Musée de l'école du Monastier
Le musée de l’École du Monastier  est un musée vivant, animé, créé dans la commune du Monastier-sur-Gazeille (Haute-Loire), retraçant l’histoire de l’école.

## Histoire
C’est en 1896 qu’est construite, au Monastier, l’école Saint-Joseph. c’est une école primaire, privée, de garçons avec pensionnat. Elle comprend 4 salles de classe, réfectoire, dortoir et autres dépendances. En 1971 les écoles deviennent  mixtes. Garçons et filles sont regroupés dans l'école Saint Dominique, il n’y a désormais plus qu’une école privée au Monastier. En 2012 l'école, vide, est à vendre ; les acquéreurs (Janet et René Darne) reconstituent les salles de classe d'avant 1960. Le Musée, géré par une association, est ouvert au public le 1er mai 2013.
Marianne Petit et Philippe Cerdan rachètent l'école et le musée en 2023 et continuent d'enchanter petits et grands.

## Description
La visite du musée a deux aspects : une partie guidée, présentation historique des lieux et du matériel, l'autre animée ; écriture à la plume, dictée, récitation, chant, calcul au boulier.
- salles et matériel d'enseignement : le mobilier et le matériel sont caractéristiques de l'école de la fin du XIXe siècle aux années 1950 : bureaux fixes à deux places, encriers incorporés... tableaux noirs, cartes, affiches, et supports muraux pour l'enseignement des différentes matières, ardoises, livres d'époque, cahiers, plumes et porte-plumes, buvards...
- activités pédagogiques : il est proposé aux visiteurs de revêtir la tenue de l'écolier (blouse grise tablier, sabots, béret...)[4] de prendre la place d'un élève et d'avoir un aperçu des leçons de morale (textes écrits au tableau), de faire une dictée, d'apprendre le boulier, de chanter et de gagner des bons points ou mettre un bonnet d'âne.

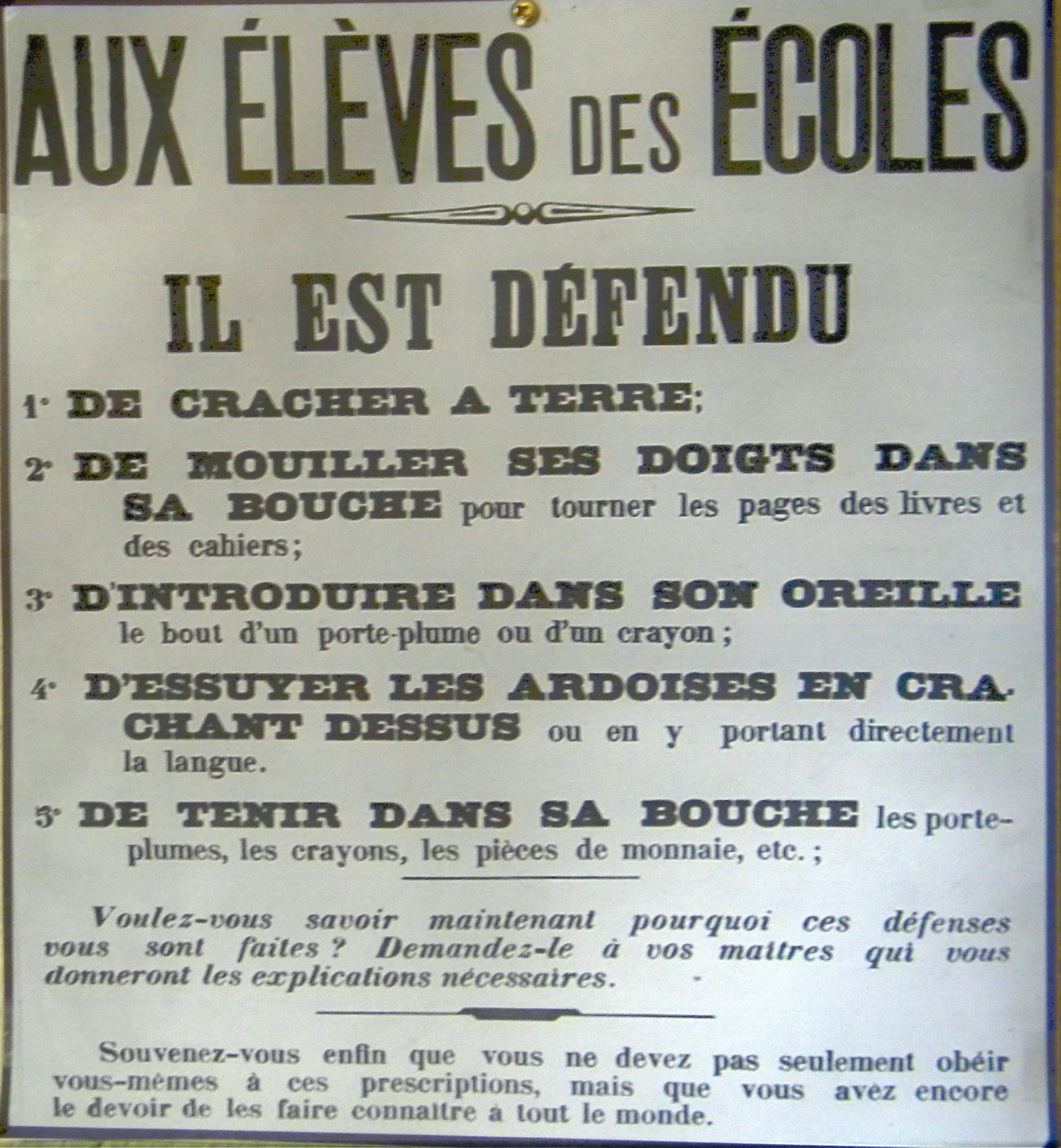
Les interdictions.
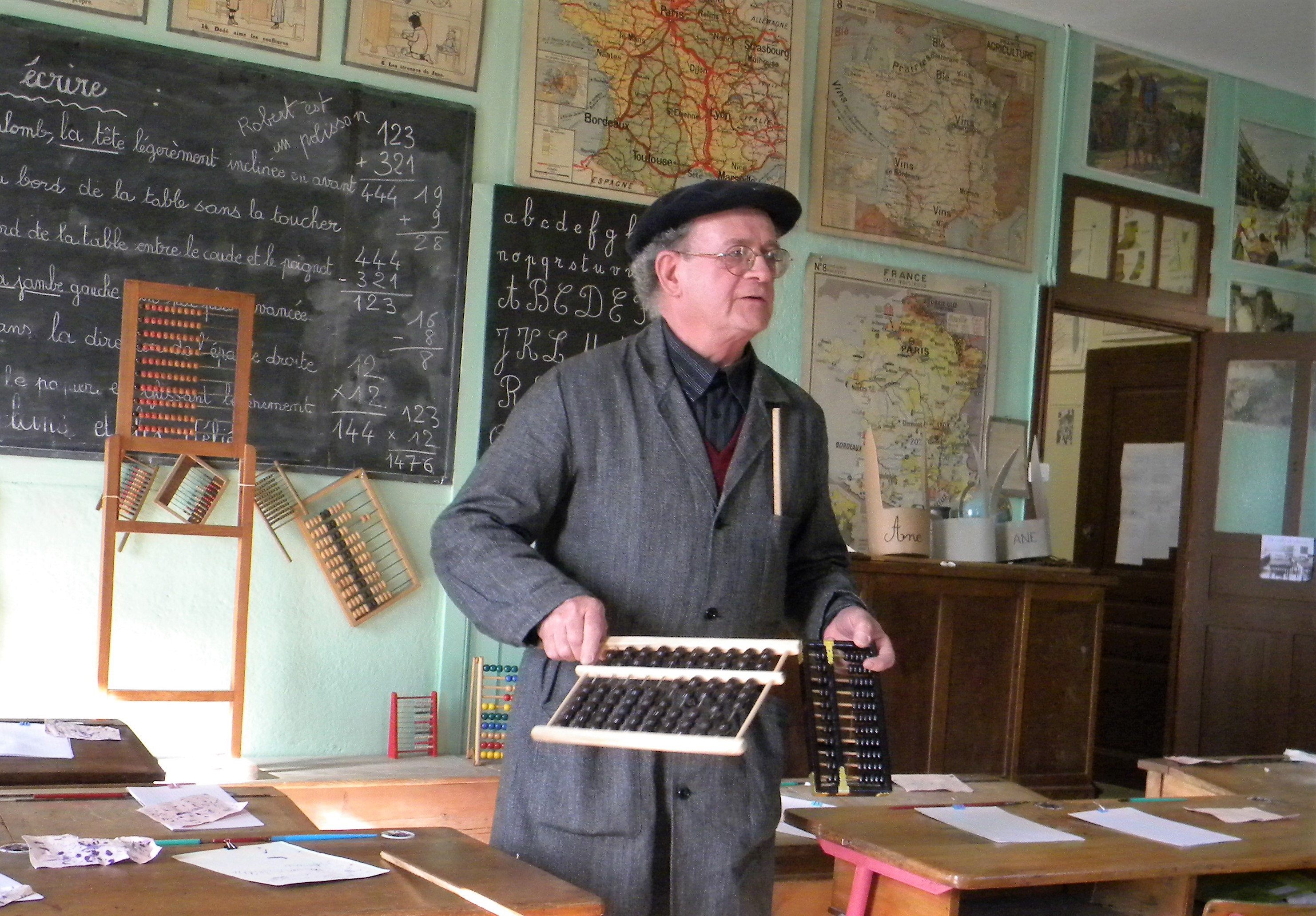
Leçon de calcul avec un boulier
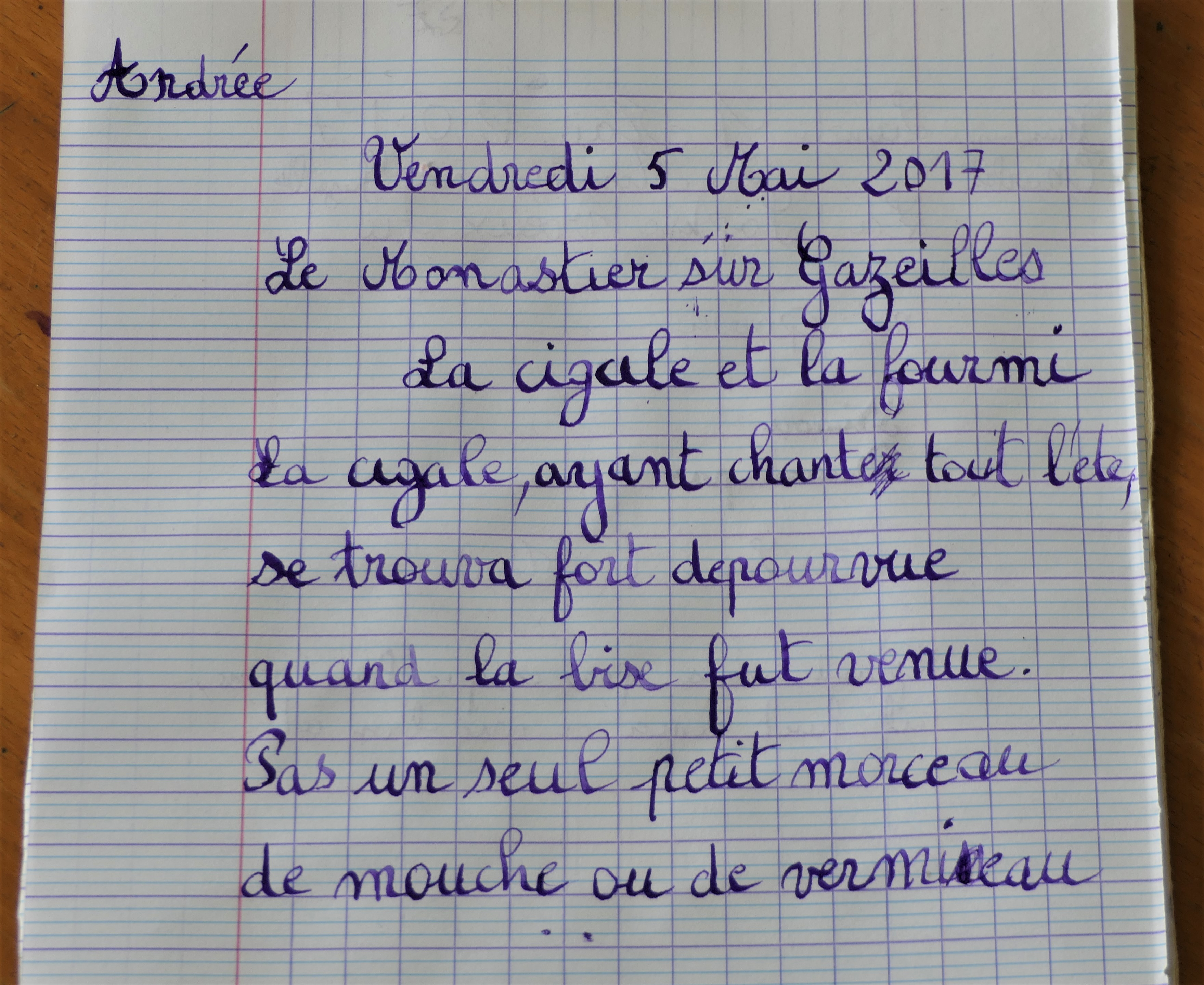
Une dictée (une copie d'élève)
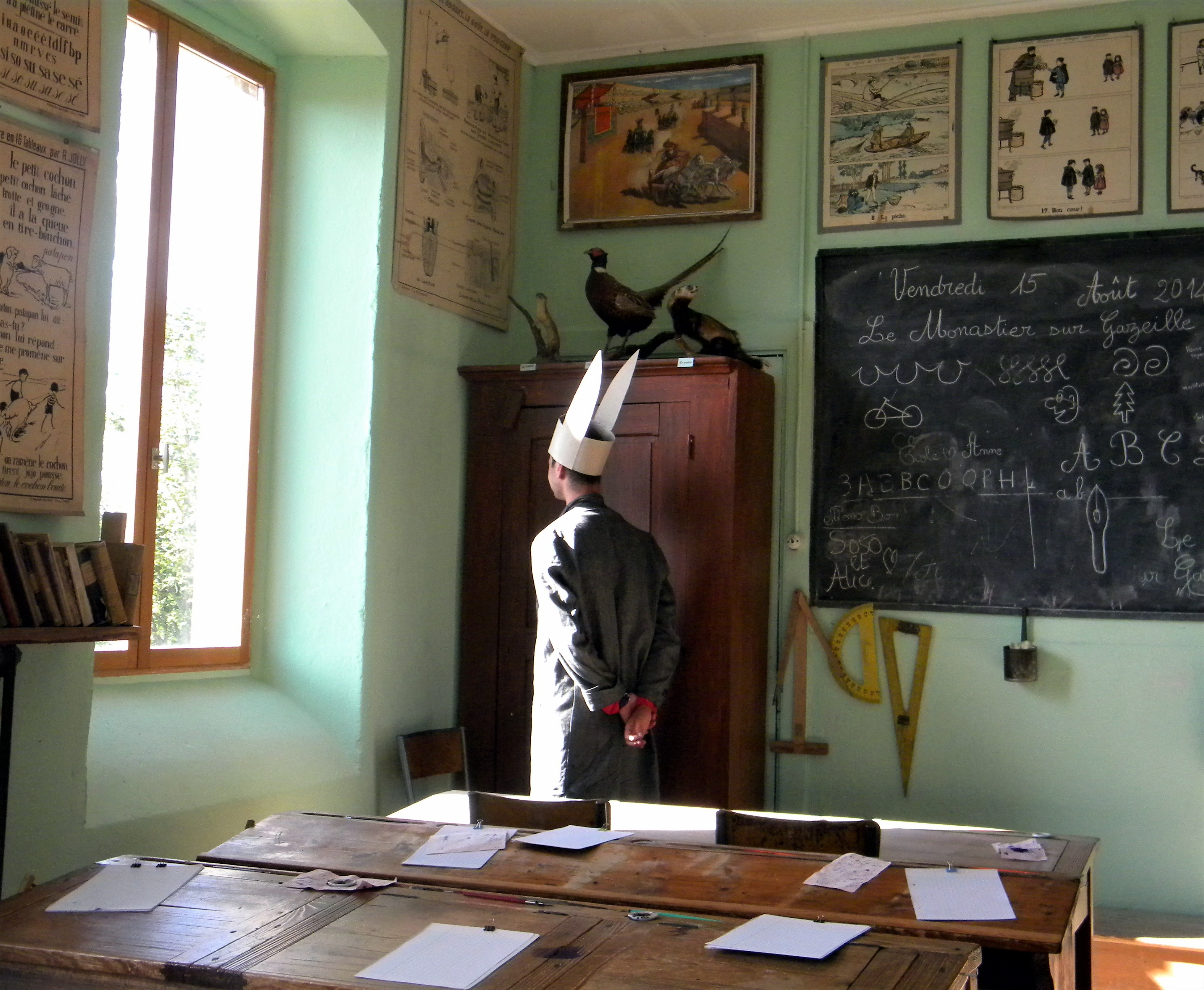
L'élève puni